# Miho Nonaka
Miho Nonaka (* 21. Mai 1997 in Tokio) ist eine japanische Sportkletterin.

## Karriere

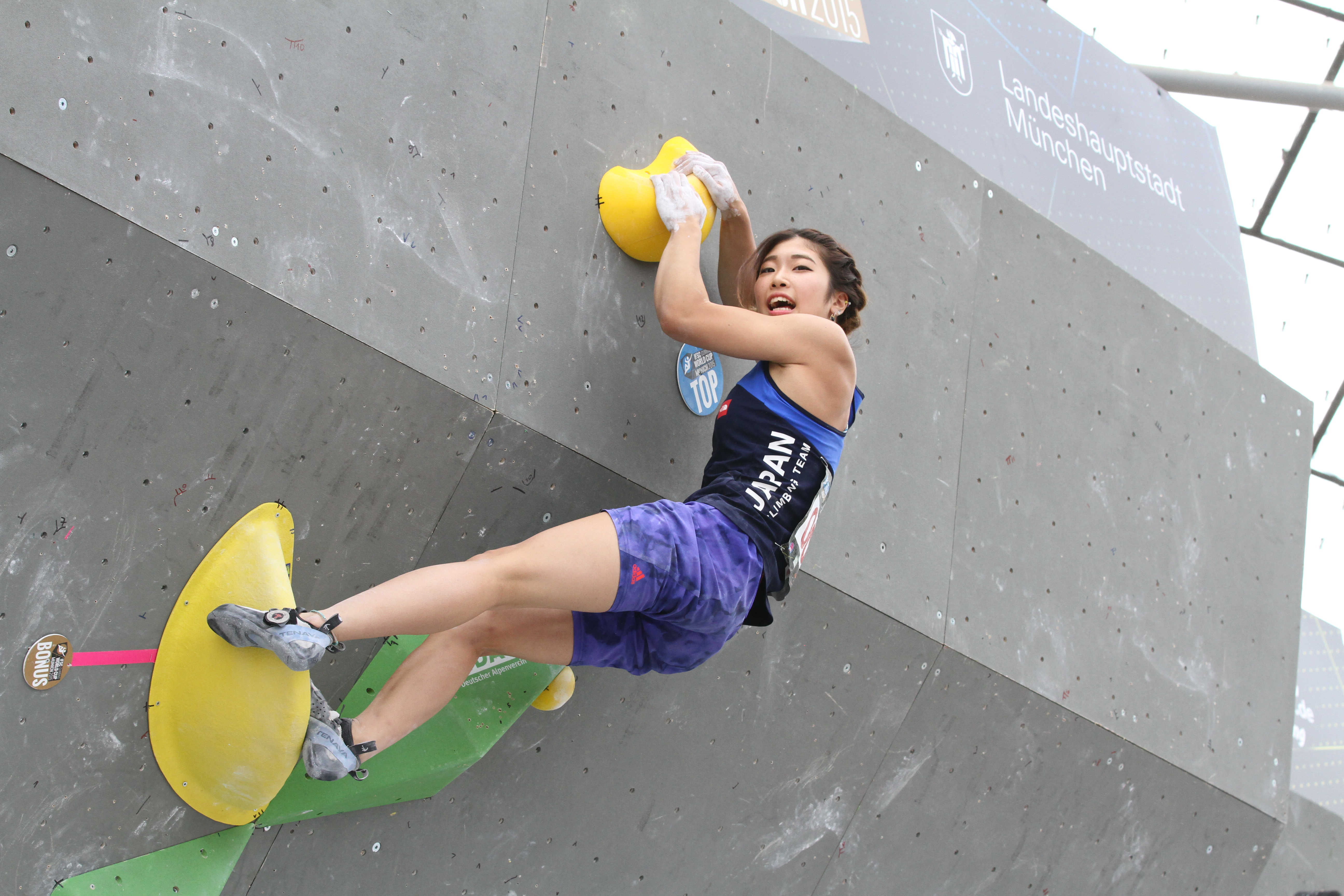
Nonaka beim Boulder Worldcup in München, 2015

Nonaka begann das Klettern mit neun Jahren. Ihren ersten Weltcup gewann sie 2016 in Navi Mumbai. Drei Monate später gewann sie in München bereits zum zweiten Mal. Beim Kletterweltcup konnte sie sich in der Disziplin Bouldern stetig vom dritten Platz 2015 über den zweiten Platz 2016 hin zum ersten Platz in der Saison 2018 verbessern. Bei der Kletterweltmeisterschaft 2016 errang sie die Silbermedaille im Bouldern. Allerdings hatte sie mehrfach mit Schulterverletzungen zu kämpfen, die ihre Leistungen beeinträchtigten.
Bei der Kletterweltmeisterschaft 2019 erzielte sie den fünften Platz. Da jedoch vier Japanerinnen die Hürden für die Olympiaqualifikation schafften und nur zwei Plätze zu vergeben waren, wurde der Nominierungsprozess hinausgezögert. Letztendlich wurden sie, als Einsprüche des japanischen Verbandes vor dem CAS abgelehnt wurden, dennoch für die Olympischen Sommerspiele 2020 in Tokio auf dem Quotenplatz des Veranstalters nominiert. Dort konnte sie sich als Dritte in der Qualifikation für das Finale qualifizieren. In diesem erzielte sie jeweils dritte Plätze im Speed und Bouldern und konnte sich mit einem fünften Platz im Lead hinter Janja Garnbret und vor ihrer Landsfrau Akiyo Noguchi die Silbermedaille sichern.
In der olympischen Qualifikationsserie qualifizierte sie sich, mit den Plätzen zwei und vier, für die Olympischen Spiele 2024 in Paris. Dort belegte sie den neunten Platz und verpasste somit knapp den Finaleinzug.
Sie gehört der Japan Mountaineering Association an.